# Suszec Rachowa
Suszec Rachowa zagrzebka Rachowa (Nothobranchius rachovii) – gatunek ryby z rodziny Nothobranchiidae, z rzędu Cyprinodontiformes.

## Wygląd
Nothobranchius rachovii występuje w trzech odmianach. U typowych przedstawicieli tego gatunku samce są pomarańczowo-niebieskie. Odmiana „czarna” wyróżnia się tym, że samce mają ciemniejsze ubarwienie niż samce typowego Nothobranchius rachovii. W przypadku odmiany „czerwonej” samiec ma jasnoczerwoną głowę z turkusowymi pasmami oraz takie samo ubarwienie reszty ciała, jak głowy. Występuje wyraźny dymorfizm płciowy – samice są brązowo-szare i lekko opalizują na zielono. Dorosłe osobniki dorastają do 6 cm długości.
Według niektórych źródeł odmiany różniące się ubarwieniem od typowych przedstawicieli Nothobranchius rachovii są klasyfikowane jako oddzielne gatunki.

## Zasięg występowania
Występuje w Afryce, głównie w dolnym biegu rzeki Zambezi i Pungwe w Mozambiku. Może także pojawiać się na terenach zalewowych innych rzek pomiędzy rzekami Zambezi i Pungwe i na terytorium Parku Narodowego Krugera w RPA.

## Ekologia
Nothobranchius rachovii jest gatunkiem słodkowodnym, występującym w wypełnionych wodą depresjach, basenach i na bagnach znajdujących się na terenach zalewowych. Żywi się małymi skorupiakami i innymi organizmami występującymi w planktonie. Kiedy zbiorniki wysychają w porze suchej dorosłe osobniki umierają, jednak wcześniej zapłodnione jaja są zakopywane na dnie. Jaja te są odporne na wysychanie. Po 4–6 miesiącach, kiedy zbiorniki znowu wypełniają się wodą, wykluwają się młode osobniki, które osiągają dojrzałość płciową po ok. 12 tygodniach.

## Ochrona
Nothobranchius rachovii jest klasyfikowany jako gatunek najmniejszej troski, co oznacza, że nie jest jeszcze zagrożony wyginięciem. Głównym odnotowanym zagrożeniem było uszkodzenie zbiornika wodnego, które było siedliskiem tego gatunku. Oprócz tego doszło do owadobójczych oprysków, które mogły być szkodliwe także dla Nothobranchius rachovii.

## Warunki w akwarium
| Zalecane warunki w akwarium | Zalecane warunki w akwarium |
| --------------------------- | --------------------------- |
| Zbiornik                    | na dnie warstwa torfu       |
| Temperatura wody            | 20–24 °C                    |
| Twardość wody               | do 4–6°n                    |
| Skala pH                    | 6,0–7,0                     |
| Pokarm                      | żywy                        |

## Badania
Badania naukowe nad Nothobranchius rachovii dotyczą morfologii zapłodnionych jaj i porównywania ich ultrastruktur z innymi gatunkami tego rodzaju, aby określić cechy jaj dla całego rodzaju Nothobranchius.
Oprócz tego Nothobranchius rachovii był jednym z obiektów badań odnośnie do zależności i wzorów różnych społeczności rodzaju Nothobranchius na różnych obszarach ich występowania.